# Halowe Mistrzostwa Europy w Lekkoatletyce 1989 – bieg na 1500 m mężczyzn
Bieg na 1500 metrów mężczyzn – jedna z konkurencji biegowych rozgrywanych podczas halowych lekkoatletycznych mistrzostw Europy w  hali Houtrust w Hadze. Eliminacje i półfinały zostały rozegrane 18 lutego, a bieg finałowy 19 lutego 1989. Zwyciężył reprezentant Francji Hervé Phélippeau. Tytułu zdobytego na poprzednich mistrzostwach nie bronił Ari Suhonen z Finlandii.

## Rezultaty

### Eliminacje
Rozegrano 2 biegi eliminacyjne, do których przystąpiło 18 biegaczy. Awans do finału dawało zajęcie jednego z pierwszych trzech miejsc w swoim biegu (Q). Skład finału uzupełniło dwóch zawodników z najlepszym czasem wśród przegranych (q).
Opracowano na podstawie materiału źródłowego.

#### Bieg 1
| Miejsce | Zawodnik           | Czas    | Uwagi |
| ------- | ------------------ | ------- | ----- |
| 1       | Siergiej Afanasjew | 3:44,31 | Q     |
| 2       | Tonino Viali       | 3:44,57 | Q     |
| 3       | Manuel Pancorbo    | 3:44,79 | Q     |
| 4       | Eckhardt Rüter     | 3:44,80 | q     |
| 5       | Hauke Fuhlbrügge   | 3:44,88 | q     |
| 6       | Klaus-Peter Nabein | 3:44,91 |       |
| 7       | Marc Corstjens     | 3:47,13 |       |
| 8       | Petr Nechanický    | 3:47,35 |       |
| 9       | Róbert Banai       | 3:50,14 |       |

#### Bieg 2
| Miejsce | Zawodnik         | Czas    | Uwagi |
| ------- | ---------------- | ------- | ----- |
| 1       | Han Kulker       | 3:45,46 | Q     |
| 2       | Espen Borge      | 3:45,69 | Q     |
| 3       | Hervé Phélippeau | 3:46,14 | Q     |
| 4       | Karl Blaha       | 3:46,15 |       |
| 5       | Mario Neumann    | 3:46,24 |       |
| 6       | Ángel Fariñas    | 3:47,92 |       |
| 7       | Mark Kirk        | 3:48,12 |       |
| 8       | Ralf Stewing     | 3:49,09 |       |
| 9       | Nikolaos Wuzis   | 3:49,76 |       |

### Finał
Opracowano na podstawie materiału źródłowego.
| Miejsce | Zawodnik           | Czas    | Uwagi |
| ------- | ------------------ | ------- | ----- |
| 1       | Hervé Phélippeau   | 3:47,42 |       |
| 2       | Han Kulker         | 3:47,57 |       |
| 3       | Siergiej Afanasjew | 3:47,63 |       |
| 4       | Manuel Pancorbo    | 3:47,64 |       |
| 5       | Hauke Fuhlbrügge   | 3:47,76 |       |
| 6       | Eckhardt Rüter     | 3:48,95 |       |
| 7       | Espen Borge        | 3:49,57 |       |
| 8       | Tonino Viali       | 3:51,01 |       |